# Edling (Gemeinde Straßburg)
Edling ist eine Ortschaft in der Gemeinde Straßburg im Bezirk St. Veit an der Glan in Kärnten. Die Ortschaft hat 6 Einwohner (Stand 1. Jänner 2024).

## Lage
Edling liegt in der Katastralgemeinde Straßburg Land, am Mödringbergzug, etwa drei Kilometer Luftlinie nördlich des Gemeindehauptorts Straßburg, großteils auf dem Höhenrücken, der zwischen Ratschachbach und Wildbachgraben liegt. 
Knapp einen Kilometer südlich des Pfarrorts Kraßnitz befindet sich der Ortskern von Edling mit den Häusern Zechner (Edling Nr. 1), Zechner-Altes Wohnhaus (Edling Nr. 1a) und Baumgartnerhube (Edling Nr. 4). Hoihube, Wolhube, Hefly und Onitschkeusche, die sich früher alle ebenfalls in diesem Bereich befanden, existieren nicht mehr. 
Gut einen Kilometer weiter südlich bis südöstlich davon befanden sich früher die Höfe Dabernig (Nr. 10), Freidlhube (Nr. 8) und Wittichhube. Dieser Bereich wurde zeitweise als eigener Ortschaftsbestandteil Malpitsch geführt, für den Volkszählungsergebnisse veröffentlicht wurden. Doch sind diese Höfe mittlerweile alle aufgegeben und abgetragen worden.
Zur Ortschaft gehört heute (Stand 2025) außerdem die Jagdhütte (Edling Nr. 11) im Ratschachergraben, knapp zwei Kilometer Luftlinie südlich des Ortskerns.

## Geschichte
Der Ortsname Edling weist auf die Ansiedlung von Edlingern hin. 1285 wird der decimator (= Zechner) in Edling urkundlich genannt.
Malpitsch, das ab 1404 belegt ist, dürfte sich von maločemp (aus dem Gotischen entlehntes Wort für Gerichtsstein) ableiten und auf einen alten Gerichtssitz hindeuten.
Seit Gründung der Ortsgemeinden Mitte des 19. Jahrhunderts gehört Edling zur Gemeinde Straßburg.

## Bevölkerungsentwicklung
Für die Ortschaft ermittelte man folgende Einwohnerzahlen:
- 1869: 7 Häuser, 37 Einwohner[4]
- 1880: 10 Häuser, 53 Einwohner (davon Dorf Edling 8 Häuser, 41 Einwohner; Rotte Malpitsch 2 Häuser, 12 Einwohner)[5]
- 1890: 5 Häuser, 45 Einwohner[6]
- 1900: 4 Häuser, 38 Einwohner (davon Edling 3 Häuser, 33 Einwohner; Malpitsch 1 Haus, 5 Einwohner)[7]
- 1910: 5 Häuser, 38 Einwohner (davon Edling 3 Häuser, 25 Einwohner; Malpitsch 2 Häuser, 13 Einwohner)[8]
- 1923: 3 Häuser, 36 Einwohner (davon Edling 2 Häuser, 24 Einwohner; Malpitsch 1 Haus, 12 Einwohner)[9]
- 1934: 23 Einwohner[10]
- 1951: 3 Häuser, 18 Einwohner[11]
- 1961: 3 Häuser, 14 Einwohner[12]
- 2001: 3 Gebäude (davon 1 mit Hauptwohnsitz) mit 1 Wohnung; 8 Einwohner und 0 Nebenwohnsitzfälle; 1 Haushalt; 0 Arbeitsstätten, 2 land- und forstwirtschaftliche Betriebe[13]
- 2011: 2 Gebäude, 8 Einwohner, 1 Haushalt, 1 Arbeitsstätte[14]
- 2021: 2 Gebäude, 6 Einwohner, 1 Haushalt, 2 Arbeitsstätten.[15]